# Silverius
Svatý Silverius byl papež (536–537). Jeho otec byl papež sv. Hormisdas (514–523).

## Život
Silverius byl neochvějný zastánce pravověří v porovnání s kacířstvím císařovny Theodory. Ta nařídila generálovi Belisariovi, aby vstoupil do Říma a Silveria vyhnal (9. prosince 536). Vojáci heretické císařovny s sebou přivedli nového papeže Vigilia, vyslance v Konstantinopoli.
Na jaře 537 Řím oblehli Gótové. Silverius byl obviněn z vlastizrady, že se s nimi spolčil. Jako trest byl degradován na mnicha. Odvolal se k císaři Justiniánovi, který ho poslal zpátky do Říma. Nový papež Vigilius ho však násilím převezl na ostrov poblíž Neapole, kde byl zavražděn, pravděpodobně umučen hladem.

## Odkazy

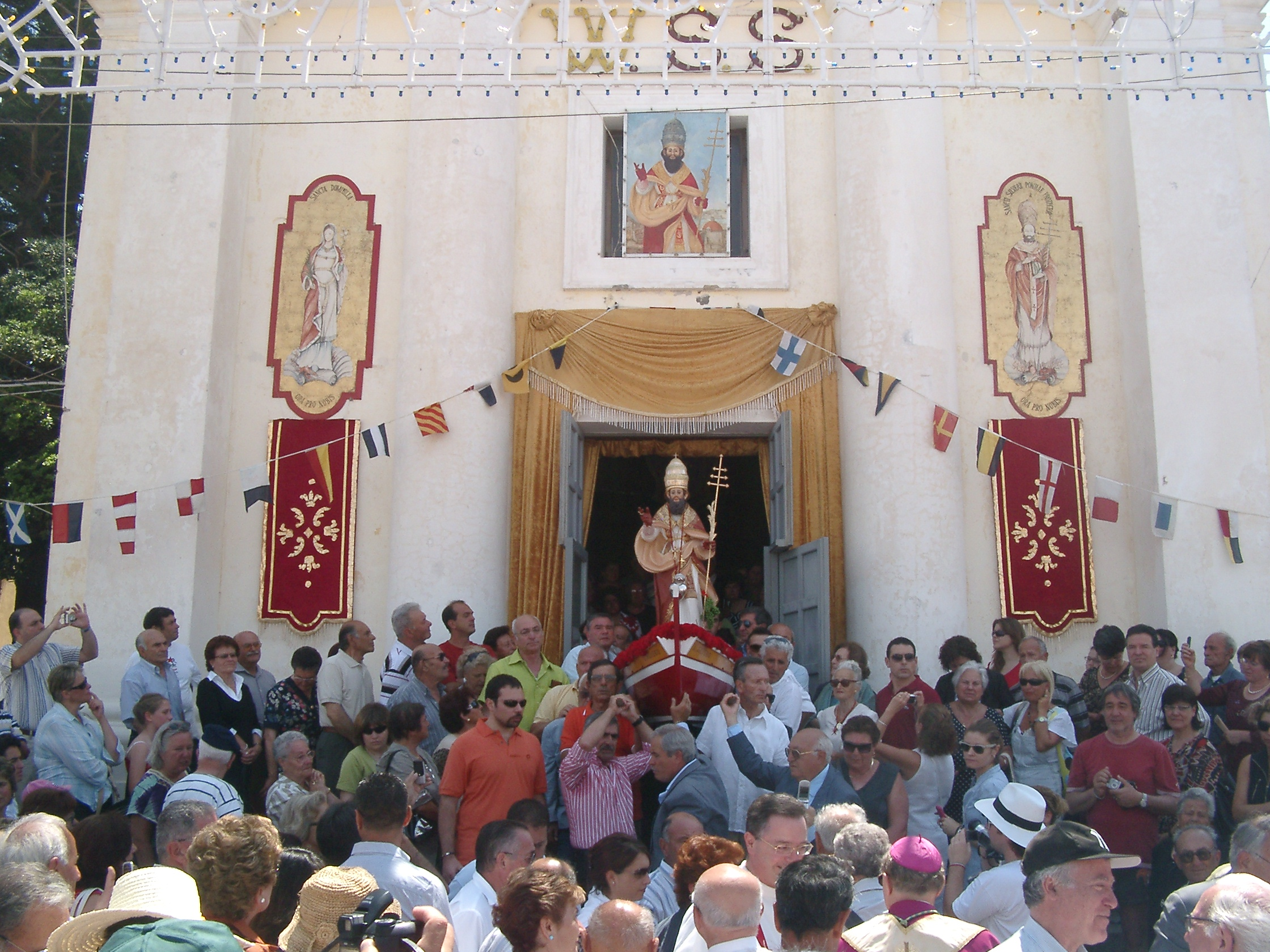
Svátek svatého Silveria v na ostrově Ponza (2008)